# Bismarckstraße (Heilbronn)
Die Bismarckstraße liegt in der Innenstadt sowie im Ostteil von Heilbronn und verbindet die Gymnasiumstraße im Westen mit der Jägerhausstraße im Osten. Sie wurde nach dem ersten deutschen Reichspräsidenten Otto von Bismarck benannt. Seit 1904 findet Ende Februar der Pferdemarkt auch auf einem Teilabschnitt der Bismarckstraße statt.

## Bauwerke

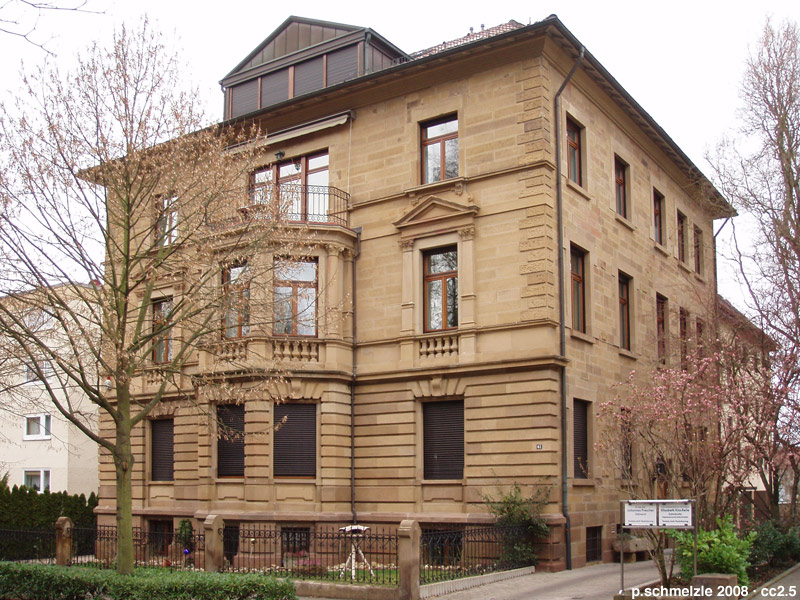
Haus Bismarckstraße 61

- Seit 1995 befindet sich das Bismarckdenkmal in der gleichnamigen kleinen Parkanlage.[4]
- Das Robert-Mayer-Gymnasium befindet sich seit 1889 an der Nr. 10 und wurde 1914 um die Robert-Mayer-Sternwarte erweitert.[5] Die Schule wurde 1949/50 wiederaufgebaut und trägt seit November 1953 ihren heutigen Namen.[6]
- Die Villa Teuffel steht an der Bismarckstraße 48 in Heilbronn und wurde in den Jahren 1901/02 von Ernst Walter und Karl Luckscheiter für den Bankier Emil Teuffel erbaut. Die Villa ist ein denkmalgeschütztes Gebäude und ein Beispiel für den Neobarock, eine Variante des späten Historismus.
- In der Nr. 54 steht eine denkmalgeschützte Villa, die 1896 von Theodor Moosbrugger als herrschaftliches dreigeschossiges Wohnhaus für die Witwe des Heilbronner Politikers und Kaufmanns Christian Herrmann erbaut wurde.
- In der Nr. 61 steht das denkmalgeschützte Werkstein-Bau mit Neurenaissance-Formen, das 1895 bis 1899 als Dreifamilienhaus mit Vorgarten erbaut wurde.
- In der Nr. 67 steht ein denkmalgeschütztes Gebäude das ehemals ein Offizierskasino der Heilbronner Garnison war.
- Die Wichernkirche mit der Nr. 78 ist die Kirche der evangelischen Friedenskirchengemeinde, die seit 1992 unter Denkmalschutz steht. Sie war einst eine Notkirche der zerstörten Friedenskirche in Elementbauweise nach Plänen des Architekten Otto Bartning.
- Das Finanzamt befand sich 1945 in der Nr. 93.[7]
- In der Nr. 101 (ehemals Jägerstraße) befand sich die Gaststätte Tivoli von Johann Lang, das von den Architekten Maute & Moosbrugger erbaut wurde. 1923 wurde die Veranda umgebaut. Ein Anbau an der Ostseite für ein Café erfolgte 1927, danach gab es noch kleine Umbauten. In den Jahren 1945/46 wurde das Gebäude wiederaufgebaut.[8]

### Abgegangene Bauwerke
- In der Ecke Friedens-/Bismarckstraße Nr. 1 stand ein Wohnhaus mit Laden für den Buchbinder Franz Fromm. Als Architekt wird Carl Zillhardt vermutet.[9]
- Das ehemalige Haus Nr. 3/1 war im jüdischen Besitz und wurde in der Reichspogromnacht nicht zerstört, jedoch am 22. Dezember 1938 an die Stadt Heilbronn verkauft. Bis mindestens 1940 befand sich dort eine jüdische Schule samt Fürsorgestelle und Rabbinerwohnung. Das Gebäude wurde beim Luftangriff am 4. Dezember 1944 zerstört. Am 27. Juli 1949 wurde das Grundstück an die JRSO zurückgegeben, diese es am 15. September 1950 an das Land Württemberg-Baden verkaufte.[10] Heute erinnern zwei Stolpersteine an die jüdischen Bürgerinnen Regine Krips und Flora Reis (geb. Aron).[11]
- In der Ecke Bismarck-/Kernerstraße stand ab 1897 eine Werkstätte mit Wohnhaus nach Plänen der Architekten Hermann Maute und Theodor Moosbrugger für den Steinbildhauers Georg Friedrich Spindler.[12]
- Das ehemalige Haus Nr. 15 wurde von den Architekten Maute & Moosbrugger für den Schlossermeister August Stotz erbaut. 1921 erfolgte ein kleiner Umbau durch den Kaufmann Hermann Wolf.[13] Vor dem heutigen Gebäude sind zwei Stolpersteine für Hermann Wolf und Anna Wolf (geb. Eisig) angebracht.[14]
- Das ehemalige Haus Nr. 27 wurde vom Architekten Jakob Saame im Büro Walter & Luckscheiter für den Kaufmann und Gemeinderat Albert Pfleiderer erbaut. 1940 wurden die WCs an den Kanal angeschlossen.[15]
- In der ehemaligen Nr. 30 gab es 1897 kleinere Umbauten durch den Bierbrauereibesitzer August Cluss. 1939 wurde hier auch ein Luftschutzraum eingerichtet.[16]
- Vor der Nr. 105 befand sich von 1900 bis 1905 eine aus Holz gebaute Verkaufsbude des Tivoli-Restaurants.[17]